# Podnoszenie ciężarów na Letnich Igrzyskach Olimpijskich 2016 – waga do 62 kg mężczyzn
Rywalizacja w wadze do 62 kg mężczyzn w podnoszeniu ciężarów na Letnich Igrzyskach Olimpijskich 2016 została rozegrana 8 sierpnia na obiekcie Riocentro.
Do zawodów zgłoszonych zostało 18 zawodników.

## Terminarz
Wszystkie godziny podane są w czasie brazylijskim (UTC-03:00) oraz polskim (CEST).
| Data            | Godzina rozpoczęcia | Godzina rozpoczęcia |         |
| Data            | UTC-03:00           | CEST                |         |
| --------------- | ------------------- | ------------------- | ------- |
| 8 sierpnia 2016 | 10:00               | 15:00               | Grupa B |
| 8 sierpnia 2016 | 19:00               | 00:00               | Grupa A |

## Rekordy
Przed rozpoczęciem zawodów aktualny rekord świata i rekord olimpijski był następujący:
| WR | Rwanie  | Kim Un-guk     | 154 kg | Incheon | 21 września 2014  |
| WR | Podrzut | Chen Lijun     | 183 kg | Houston | 22 listopada 2015 |
| WR | Suma    | Chen Lijun     | 333 kg | Houston | 22 listopada 2015 |
| OR | Rwanie  | Kim Un-guk     | 153 kg | Londyn  | 30 lipca 2012     |
| OR | Podrzut | Óscar Figueroa | 177 kg | Londyn  | 30 lipca 2012     |
| OR | Suma    | Kim Un-guk     | 327 kg | Londyn  | 30 lipca 2012     |

## Wyniki
| Pozycja | Grupa | Zawodnik                | Reprezentacja     | Waga  | Rwanie | Rwanie | Rwanie | Podrzut | Podrzut | Podrzut | Wynik | Uwagi |
| Pozycja | Grupa | Zawodnik                | Reprezentacja     | Waga  | 1      | 2      | 3      | 1       | 2       | 3       | Wynik | Uwagi |
| ------- | ----- | ----------------------- | ----------------- | ----- | ------ | ------ | ------ | ------- | ------- | ------- | ----- | ----- |
| złoto   | A     | Óscar Figueroa          | Kolumbia          | 61,86 | 137    | 142    | 145    | 172     | 176     | 176     | 318   |       |
| srebro  | A     | Eko Yuli Irawan         | Indonezja         | 61,91 | 142    | 146    | 146    | 170     | 176     | 179     | 312   |       |
| brąz    | A     | Farchad Charki          | Kazachstan        | 61,60 | 135    | 140    | 140    | 170     | 177     | 177     | 305   |       |
| 4.      | A     | Yōichi Itokazu          | Japonia           | 61,87 | 126    | 130    | 133    | 160     | 165     | 169     | 302   |       |
| 5.      | A     | Ahmed Saad              | Egipt             | 62,00 | 127    | 131    | 133    | 155     | 161     | 164     | 294   |       |
| 6.      | A     | Morea Baru              | Papua-Nowa Gwinea | 61,72 | 122    | 126    | 129    | 159     | 164     | 168     | 290   |       |
| 7.      | A     | Muhamad Hasbi           | Indonezja         | 61,97 | 125    | 130    | 134    | 160     | 169     | 173     | 290   |       |
| 8.      | B     | Vaipava Nevo Ioane      | Samoa             | 61,90 | 115    | 120    | 122    | 151     | 161     | 165     | 281   |       |
| 9.      | A     | Han Myeong-mok          | Korea Południowa  | 61,81 | 130    | 135    | 135    | 150     | 155     | 155     | 280   |       |
| 10.     | B     | Julio Salamanca Pineda  | Salwador          | 62,00 | 115    | 120    | 120    | 150     | 155     | 155     | 275   |       |
| 11.     | B     | Julio Acosta            | Chile             | 61,30 | 114    | 117    | 120    | 142     | 146     | 151     | 266   |       |
| 12.     | B     | Yōsuke Nakayama         | Japonia           | 62,00 | 121    | 124    | 124    | 140     | 145     | 150     | 266   |       |
| 13.     | B     | Rick Yves Confiance     | Seszele           | 62,00 | 100    | 105    | 110    | 127     | 133     | 133     | 232   |       |
| -       | B     | Jesús Antonio López     | Wenezuela         | 61,90 | 125    | 125    | 129    | -       | -       | -       | DNF   |       |
| -       | B     | Edouard Joseph          | Haiti             | 60,20 | 102    | 107    | 112    | -       | -       | -       | DNF   |       |
| -       | A     | Chen Lijun              | Chiny             | 61,97 | 143    | 143    | -      | N\A     | N\A     | N\A     | DNF   |       |
| -       | B     | Anton Kurukulasooriyage | Sri Lanka         | 62,00 | 120    | 120    | 120    | N\A     | N\A     | N\A     | DNF   |       |